# Hrabstwo Union (Floryda)
Union – hrabstwo w stanie Floryda, w USA. Siedzibą administracyjną jest Lake Butler.
Powierzchnia hrabstwa to 647 km², w tym 16 km² (2,5%) stanowią wody. Według spisu w 2020 roku liczy 16 147 mieszkańców, w tym 71% stanowiły białe społeczności nielatynoskie. Gęstość zaludnienia wynosi 24,5 osoby/km².

## Miejscowości
- Lake Butler
- Raiford
- Worthington Springs

## Sąsiednie hrabstwa
- Hrabstwo Baker (północ)
- Hrabstwo Alachua (południe)
- Hrabstwo Bradford (wschód)
- Hrabstwo Columbia (zachód)

## Polityka
Hrabstwo bardzo mocno republikańskie, gdzie w wyborach prezydenckich w 2020 roku, 82,2% głosów otrzymał Donald Trump i 16,9% przypadło dla Joe Bidena. 